# Stazione di Corsano
La stazione di Corsano è una stazione ferroviaria posta lungo una tratta a binario unico della linea Napoli-Foggia. È gestita da Rete Ferroviaria Italiana e serve la frazione Tignano del comune di Apice, in provincia di Benevento. In realtà la stazione trae il nome dal borgo medievale di Corsano, situato sull'opposta sponda del fiume Miscano in territorio di Montecalvo Irpino, nella provincia di Avellino; tuttavia la totale assenza di ponti lungo quel tratto di fiume ha impedito qualsiasi relazione tra la stazione di Corsano e l'antico villaggio omonimo.
La stazione è ubicata infatti nella bassa valle del Miscano a 190 m s.l.m., lungo una strada interpoderale che collega Apice a Buonalbergo. Nel primo dopoguerra l'impianto, costituito da un semplice raddoppio di binario, non era adibito al servizio viaggiatori. Aperta al pubblico nel 1942, la stazione fu poi autorizzata (dal 1946) anche al servizio merci, ma soltanto in piccole partite non essendo presente un vero e proprio scalo. In epoca contemporanea l'impianto di stazione dispone di un prefabbricato viaggiatori su di un unico livello e di due binari passanti, entrambi serviti da marciapiedi.
Nella stazione effettuavano fermata sei coppie giornaliere di treni passeggeri nel 1955, quattro nel 1973 e solo due (peraltro limitate ai giorni feriali) nel 2007.
A partire dalla fine del Novecento lo scalo era stato reso impresenziato, mentre a decorrere da giugno 2008 nessun treno effettua più servizio passeggeri nella stazione.